# Sztit
Sztit (bułg. Щит) – wieś w Bułgarii, w obwodzie Chaskowo, w gminie Swilengrad. Przy granicy z Turcją. Według danych szacunkowych Ujednoliconego Systemu Ewidencji Ludności oraz Usług Administracyjnych dla Ludności, 15 grudnia 2018 roku miejscowość liczyła 113 mieszkańców.
Do 1934 roku wieś nazywała się Skutari.
Po wyzwoleniu Bułgarii, wieś zamieszkiwali Grecy.
Święty sobór odbywa się corocznie 28 sierpnia.